# Сансе-ле-Лон
Сансе́-ле-Лон (фр. Sancey-le-Long) — колишній муніципалітет у Франції, у регіоні Бургундія-Франш-Конте, департамент Ду. Населення — 352 осіб (2011).
Муніципалітет був розташований на відстані близько 360 км на південний схід від Парижа, 45 км на схід від Безансона.

## Історія
У 1956-2015 роках муніципалітет перебував у складі регіону Франш-Конте. Від 1 січня 2016 року належав до нового об'єднаного регіону Бургундія-Франш-Конте.
1 січня 2016 року Сансе-ле-Лон і Сансе-ле-Гран було об'єднано в новий муніципалітет Сансе.

## Демографія
Динаміка населення (INSEE ):
Розподіл населення за віком та статтю (2006):
| Стать | Всього | До 15 років | 15-24 | 25-44 | 45-64 | 65-85 | Понад 85 |
| --- | ------ | ----------- | ----- | ----- | ----- | ----- | -------- |
| Чоловіки | 192    | 52          | 8     | 52    | 48    | 32    | 0        |
| Жінки | 200    | 36          | 24    | 48    | 48    | 36    | 8        |
| \| Статево-вікова піраміда \| Статево-вікова піраміда \| Статево-вікова піраміда \| \| ----------------------- \| ----------------------- \| ----------------------- \| \| Чоловіки \| Вік \| Жінки \| \| 0 \| 85 + \| 8 \| \| 4 \| 80-84 \| 8 \| \| 8 \| 75-79 \| 8 \| \| 12 \| 70-74 \| 16 \| \| 8 \| 65-69 \| 4 \| \| 8 \| 60-64 \| 4 \| \| 20 \| 55-59 \| 16 \| \| 12 \| 50-54 \| 16 \| \| 8 \| 45-49 \| 12 \| \| 8 \| 40-44 \| 4 \| \| 28 \| 35-39 \| 16 \| \| 8 \| 30-34 \| 8 \| \| 8 \| 25-29 \| 20 \| \| 8 \| 20-24 \| 16 \| \| 0 \| 15-20 \| 8 \| \| 16 \| 10-14 \| 0 \| \| 16 \| 5-9 \| 20 \| \| 20 \| 0-4 \| 16 \| |        |             |       |       |       |       |          |
| Статево-вікова піраміда |        |             |       |       |       |       |          |
| Чоловіки | Вік    | Жінки       |       |       |       |       |          |
| 0 | 85 +   | 8           |       |       |       |       |          |
| 4 | 80-84  | 8           |       |       |       |       |          |
| 8 | 75-79  | 8           |       |       |       |       |          |
| 12 | 70-74  | 16          |       |       |       |       |          |
| 8 | 65-69  | 4           |       |       |       |       |          |
| 8 | 60-64  | 4           |       |       |       |       |          |
| 20 | 55-59  | 16          |       |       |       |       |          |
| 12 | 50-54  | 16          |       |       |       |       |          |
| 8 | 45-49  | 12          |       |       |       |       |          |
| 8 | 40-44  | 4           |       |       |       |       |          |
| 28 | 35-39  | 16          |       |       |       |       |          |
| 8 | 30-34  | 8           |       |       |       |       |          |
| 8 | 25-29  | 20          |       |       |       |       |          |
| 8 | 20-24  | 16          |       |       |       |       |          |
| 0 | 15-20  | 8           |       |       |       |       |          |
| 16 | 10-14  | 0           |       |       |       |       |          |
| 16 | 5-9    | 20          |       |       |       |       |          |
| 20 | 0-4    | 16          |       |       |       |       |          |

## Економіка
2010 року серед 225 осіб працездатного віку (15—64 років) 166 були активними, 59 — неактивними (показник активності 73,8%, у 1999 році було 69,3%). З 166 активних мешканців працювала 151 особа (82 чоловіки та 69 жінок), безробітними було 15 (10 чоловіків та 5 жінок). Серед 59 неактивних 17 осіб було учнями чи студентами, 27 — пенсіонерами, 15 були неактивними з інших причин.

У 2010 році в муніципалітеті числилось 153 оподатковані домогосподарства, у яких проживали 357,0 особи, медіана доходів виносила 16 365 євро на одного особоспоживача

## Персоналії
Тут народилася Іванна Антід-Туре — свята Римо-Католицької Церкви, монахиня.

## Галерея зображень

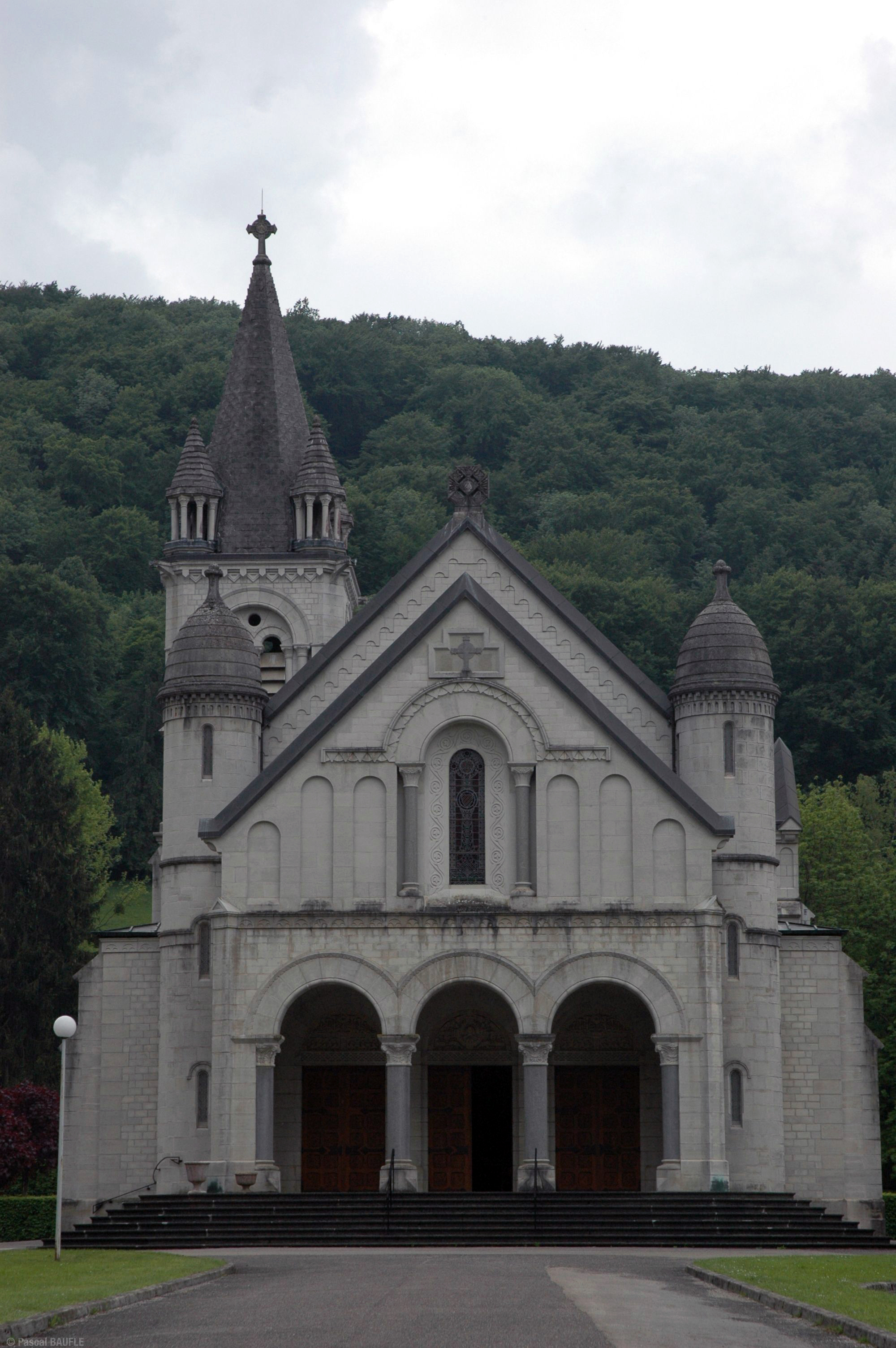
Базиліка Святої Іванни Антід-Туре